# Henri Fescourt
Henri Fescourt fue un director de cine francés, nacido el 23 de noviembre de 1880 en Béziers (Hérault) y fallecido el 9 de agosto de 1966 en Neuilly-sobre-Sena.

## Biografía
Después de dedicarse a la música, se licenció en derecho, trabajó en la secretaría de un teatro y más tarde en la redacción del periódico L'Intransigeant. Escribió guiones cinematográficos que cedió a Louis Feuillade, entonces director artístico en Gaumont.. Rodó su primera película en febrero de 1912. En 1920 participó en la fundación del Club de los Amigos del Séptimo Arte.
Entre 1912 y 1942 dirigió numerosos cortos y largometrajes, entre otros una versión de las Los Misèrables (1925, con Gabriel Gabrio en Jean Valjean), La maison de la flèche (1930 con Annabella), Casanova (1933), Bar du sud (1938, con Charles Vanel) y Retour de flammes (1942).
Impartió clases en el Centro de Formación del Actor de Pantalla (CFCE) del IDHEC en 1943 y 1944, y en la Escuela Técnica de Fotografía y de Cine de la calle de Vaugirard (donde sucedió a Germaine Dulac), de 1943 a 1946. A partir de 1945 representó al sindicato de técnicos C.G.T. en la comisión de control de las películas, puesto del que dimitió en 1953.

## Filmografía
- Un vol a été commis (1912)
- Le Petit restaurant de l'impasse Canin (1912)
- Paris-Saint-Pétersbourg, minuit trente-cinq (1912)
- La Méthode du professeur Neura (1912)
- La Loi de la guerre (1912)
- L'Amazone masquée (1912)
- La Perle égaréet (1913)
- La Voix qui accuse : Épisode 2: L'aiguille d'émeraude (1913)
- La Voix qui accuse : Épisode 1: Gaston Béraut (1913)
- Un obus sur Paris (1913)
- Son passé (1913)
- PS 32, Bureau 9 (1913)
- Pourquoi? (1913)
- La Marquise de Trevenec (1913)
- La Mariquita (1913)
- Les Joyeuses Noces de Saint-Lolo (1913)
- Les Deux Médaillons (1913)
- Le Départ dans la nuit (1913)
- Le Crime enseveli (1913)
- Les Sept suffragettes de Saint-Lolo (1914)
- Fleur d'exil (1914)
- La Fille de prince (1914)
- Suzanne et les Vieillards (1916)
- La Nuit du 13 (1921)
- Mathias Sandorf (1921)
- Rouletabille chez les bohémiens (1923)
- Les Grands (1924)
- Mandrin (1924)
- Un fils d'Amérique (1925)
- Les Misérables (1925)
- L'Occident (1927)
- Flor de Argelia (La maison du Maltais) (1927)
- La Glu (1927)
- Les Larmes de Colette (1927)
- Monte Cristo (1929)
- La Maison de la flèche (1930)
- Serments (1931)
- Service de nuit ou Les Nuits de papa (1932)
- L'Occident (1937)
- Bar du sud (1938)
- Vous seule que j'aime (1939)
- Face au destin (1940)
- Retour de flamme (1943)

## Publicaciones
- Fescourt, Henri (1959). La Foi et les Montagnes ou le 7e art au passé (en francés). Paris: Publications Photo-cinéma Paul Montel. OCLC 489859488.